# O'Rre da sceneggiata
O'Rre da sceneggiata è una raccolta del 2005 di Mario Merola.

## Tracce
1. O' rre da sceneggiata
2. Senza guapparia
3. Cinematografo
4. Caino e abele
5. Ll'urdemo avvertimento
6. Malommo
7. Nu capriccio
8. Luna dispettosa
9. Medaglia d'oro
10. Schiavo senza catene
11. Pupatella
12. Core furastiero
13. T'aspetto a maggio
14. Gelusia d'ammore
15. L'urdema canzone mia
16. 'A voce 'e mamma
17. Povera santa
18. Scetate
19. Serenatella amara
20. Tu stasera si pusilleco